# Roodkopdwergtiran
De roodkopdwergtiran (Pseudotriccus ruficeps) is een zangvogel uit de familie Tyrannidae (tirannen).

## Verspreiding en leefgebied
Deze soort komt voor van Colombia tot westelijk Bolivia, in La Paz en Cochabamba.

## Status
De grootte van de populatie is niet gekwantificeerd maar de soort wordt omschreven als vrij algemeen. Op de Rode lijst van de IUCN heeft deze soort de status niet bedreigd.